# Titularbistum Bida
Bida ist ein Titularbistum der römisch-katholischen Kirche. 
Es geht zurück auf einen früheren Bischofssitz in der gleichnamigen antiken Stadt, die sich in der römischen Provinz Mauretania Caesariensis im heutigen nördlichen Algerien befand.
| Titularbischöfe von Bida |                                         | |                   |                   |
| Nr.                      | Name                                    | Amt | von               | bis               |
| 1                        | Guillaume Mahot MEP                     | Apostolischer Vikar von Cochin (Vietnam)                                                                            | 29. Januar 1680   | 4. Juni 1684      |
| 2                        | Jean-Paul-Hilaire-Michel Courvezy MEP   | Koadjutorvikar von Siam Apostolischer Vikar von Siam (Thailand) Apostolischer Vikar von Malacca-Singapur (Singapur) | 5. April 1832     | 1. Mai 1857       |
| 3                        | Franz Rudolf Bornewasser                | Weihbischof in Köln (Deutschland)                                                                                   | 23. April 1921    | 12. März 1922     |
| 4                        | Carlos Labbé Márquez                    | Apostolischer Vikar von Tarapacá (Chile)                                                                            | 2. August 1926    | 29. Dezember 1929 |
| 5                        | James Augustine McFadden                | Weihbischof in Cleveland (USA)                                                                                      | 12. Mai 1932      | 2. Juni 1943      |
| 6                        | Alexandre-Joseph-Charles Derouineau MEP | Apostolischer Vikar von Yünnanfu (Republik China)                                                                   | 8. Dezember 1943  | 11. April 1946    |
| 7                        | Aloysius Joseph Willinger CSsR          | Koadjutorbischof von Monterey-Fresno (USA)                                                                          | 12. Dezember 1946 | 3. Januar 1953    |
| 8                        | Ubaldo Evaristo Cibrián Fernández CP    | Prälat von Corocoro (Bolivien)                                                                                      | 7. März 1953      | 14. April 1965    |
| 9                        | John Joseph Cassata                     | Weihbischof in Dallas-Fort Worth (USA)                                                                              | 12. März 1968     | 22. August 1969   |
| 10                       | Norman Francis McFarland                | Weihbischof in San Francisco Apostolischer Administrator von Reno (USA)                                             | 5. Juni 1970      | 10. Februar 1976  |
| 11                       | Heinrich Machens                        | Weihbischof in Hildesheim (Deutschland)                                                                             | 24. März 1976     | 17. Februar 2001  |
| 12                       | Sofronio Aguirre Bancud SSS             | Weihbischof in Cabanatuan (Philippinen)                                                                             | 24. Mai 2001      | 6. November 2004  |
| 13                       | Julio Hernando García Peláez            | Weihbischof in Cali (Kolumbien)                                                                                     | 11. Februar 2005  | 5. Juni 2010      |
| 14                       | Eugenio Scarpellini                     | Weihbischof in El Alto (Bolivien)                                                                                   | 15. Juli 2010     | 25. Juli 2013     |
| 15                       | Áureo Patricio Bonilla Bonilla OFM      | Apostolischer Vikar von Galápagos (Ecuador)                                                                         | 29. Oktober 2013  |                   |